# Turniej o Puchar Rybnickiego Okręgu Węglowego 1965
Puchar Rybnickiego Okręgu Węglowego 1965 – zawody żużlowe, mające na celu wyłonienie zwycięzcy turnieju o Puchar ROW. Zawody w 1965 roku wygrał Joachim Maj.

## Finał
- Rybnik, 1965
- Sędzia:

| Msc. | Zawodnik            | Klub           | Pkt |           |  |
| ---- | ------------------- | -------------- | --- | --------- |  |
| 1    | Joachim Maj         | Rybnik         | 11  | (2,3,3,3) |  |
| 2    | Stanisław Tkocz     | Rybnik         | 11  | (3,3,3,2) |  |
| 3    | Antoni Woryna       | Rybnik         | 10  | (3,1,3,3) |  |
| 4    | Edmund Migoś        | Gorzów Wlkp.   | 10  | (3,2,2,3) |  |
| 5    | Andrzej Pogorzelski | Gorzów Wlkp.   | 7   | (2,1,1,3) |  |
| 6    | Stanisław Skowron   | Opole          | 7   | (2,2,1,2) |  |
| 7    | Alojzy Norek        | Rybnik         | 6   | (u,1,2,3) |  |
| 8    | Paweł Waloszek      | Świętochłowice | 4   | (0,1,2,1) |  |
| 9    | Jerzy Padewski      | Gorzów Wlkp.   | 4   | (0,1,2,1) |  |
| 10   | Jan Mucha           | Świętochłowice | 4   | (1,2,1,0) |  |
| 11   | Waldemar Motyka     | Rybnik         | 3   | (2,0,0,1) |  |
| 12   | Jerzy Trzeszkowski  | Wrocław        | 1   | (0,1,d,d) |  |
| 13   | Adolf Słaboń        | Wrocław        | 0   | (0,0,0,0) |  |